# Carlo Maria Maggi
Carlo Maria Maggi (spr. Maddschi), (* 8. Mai 1630 in Mailand; † 22. April 1699 ebenda) war ein italienischer Dichter. 

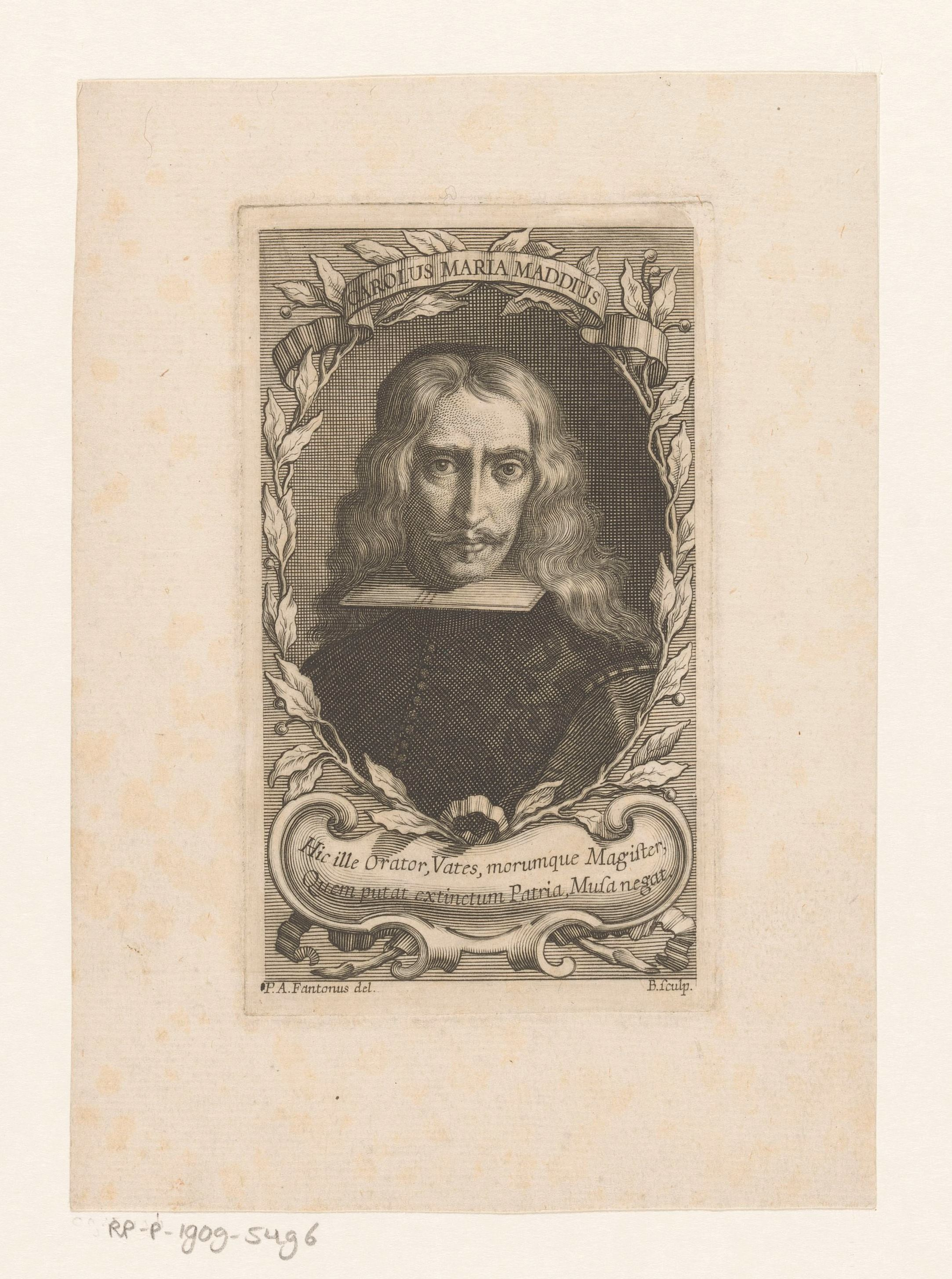
Carlo Maria Maggi

Carlo Maria Maggi war Mitglied der Accademia dell’Arcadia unter dem Namen Nicio Meneladio und Sekretär des Senats in seiner Vaterstadt Mailand sowie Professor der Griechischen Literatur an der Scuola palatina. Er starb 1699 und schrieb Lustspiele im mailändischen Dialekt, gesammelt als Rime varie, hrsg. v. Lodovico Antonio Muratori, Mail., 1700, 4 Bde.

## Werke
- Carlo Maria Maggi: Rime varie. nella Stamperia di S.A.S., In Firenze 1688 (englisch, beic.it).
- Carlo Maria Maggi: Anecdota posthuma miscellanea. Hrsg.: Giacomo Machio. ex typographia Josephi Pandulphi Malatestae, Mediolani  1688 (englisch, google.it).

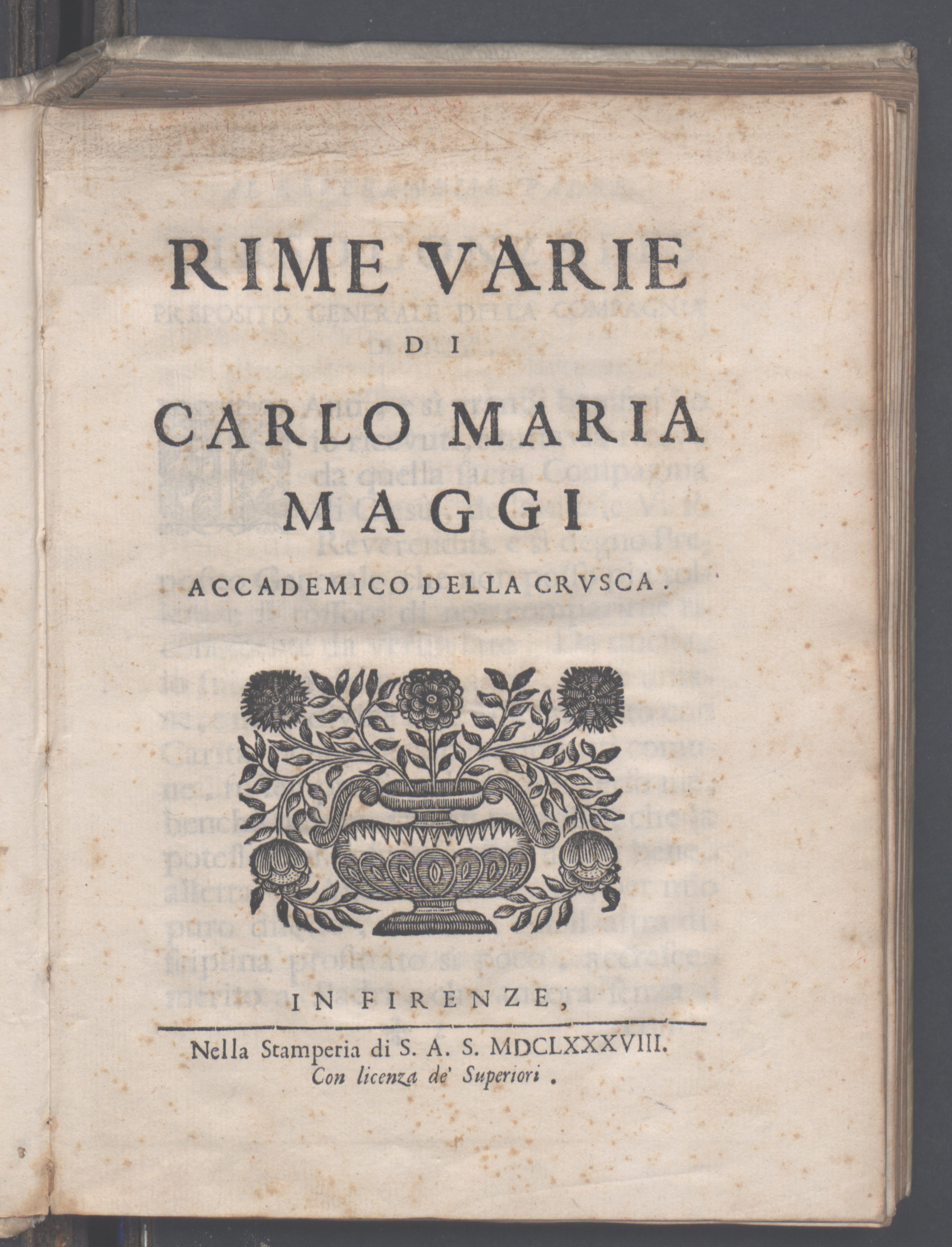
Rime varie, 1688